# Winchendon
Winchendon är en kommun (town) i Worcester County i delstaten Massachusetts, USA med 10 364 invånare (2020).

## Kända personer från Winchendon
- William B. Washburn, politiker